# Futhark: International Journal of Runic Studies
Futhark är en internationell tidskrift för runologiska studier, som ges ut av Runearkivet vid Universitetet i Oslo och Uppsala runforum vid Uppsala universitet. 
Redaktörer är för närvarande professor James E. Knirk, lektor Michael Lerche Nielsen och professor Henrik Williams. 
Tidskriften utkommer årligen sedan 2010, och är fritt tillgänglig för nedladdning på Internet.